# رایزآپ
رایزآپ به(انگلیسی: Riseup) یک سازمان خیریه اشتراکی که هدف آن ارائه و تأمین سرویس‌هایی با امنیت بالا نظیر حساب ایمیل، گفتگوی اینترنتی، لیست پست‌سپاری الکترونیک و باقی خدمات آنلاین دیگر می‌باشد. این سازمان در سال ۱۹۹۹ توسط گروهی از  کنشگران در شهر سیاتل تشکیل شد.

## محصولات، خدمات
رایزآپ محصولاتی را با هدف کمک کردن به ارتباطات ایمن، که شامل استفاده از رمزگذاری قدرتمند، پروکسی ناشناس و نگهداری‌داده می‌شود، ارائه کرده‌است. اغلب این ابزارها برای گروه فعال‌های کنشگری و اجتماعی ناسودبر در نظر گرفته شده‌است.
دو امکان، حساب ایمیل امن و مدیریت لیست پست‌سپاری الکترونیک اغلب به عنوان محبوبترین خدمات رایزآپ شناخته می‌شود.
سرویس ایمیل از طریق پروتکل  پاپ، قرارداد پیام‌گزینی(IMAP) و یا یک پوسته وب دردسترس است که رابط وب، گونه ای از راندکیوب شناخته میشود.
از نوامبر سال ۲۰۱۵، ۷.۲ میلیون کاربر عضوی از شبکه رایزآپ شده‌اند.